# Girolamo Sartorio

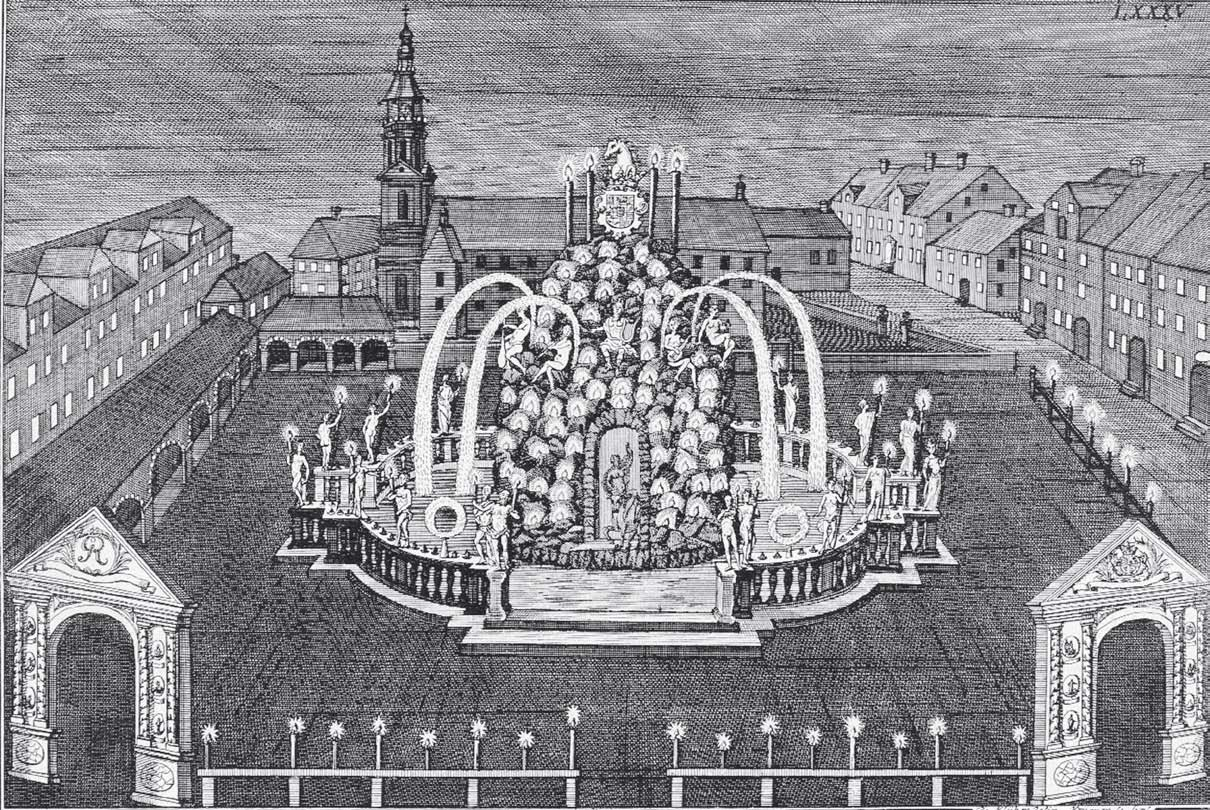
Neustädter Markt con la Neustädter Kirche, e la fontana Parnaßbrunnen ad Hannover, opere di Sartorio; incisione su ferro di Johann Anton de Klyher, 1727

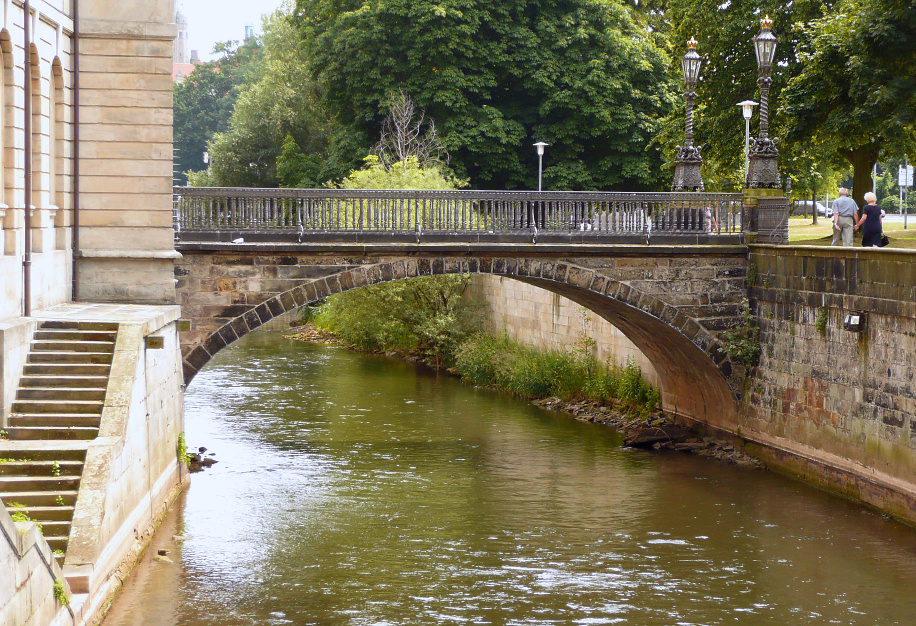
Il ponte Schlossbrücke sul fiume Leine, opera di Sartorio

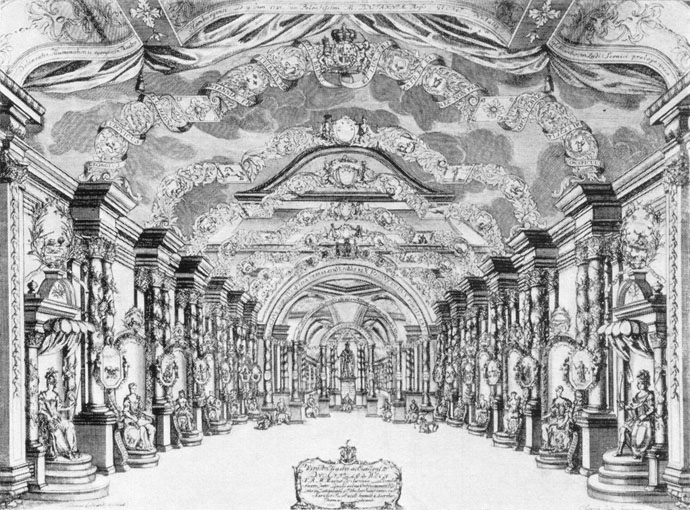
Oper am Gänsemarkt, su progetto di Sartorio, decorata in occasione della visita di Giorgio I d'Inghilterra

Girolamo Sartorio, noto anche come Hieronimo Sartorio e Geronimo Sartorio (Venezia, ... – Venezia, aprile 1707), è stato un architetto e ingegnere italiano, che operò in prevalenza nelle città tedesche di Hannover, Amburgo, Lipsia ed Erfurt. I suoi progetti neoclassici erano basati sull'architettura palladiana. Era un noto esperto nell'installazione di attrezzature e macchinari per i palcoscenici teatrali e ha anche lavorato come costruttore o consulente per la costruzione di diversi teatri d'opera, come l'Oper am Gänsemarkt ad Amburgo. Egli è anche accreditato del progetto iniziale dell'opera di Lipsia e della costruzione dell'opera di Praga.

## Biografia
Era il fratello dei compositori veneziani Antonio Sartorio (1630–1680) e Gasparo Sartorio (1625–1680). Nel 1673 sposò Emerantia Gertrud von Wintheim, figlia di Erich von Wintheim, ad Hannover, e divenne cittadino del principato nel 1674.
Tra il 1667 ed il 1685 Sartorio fu l'amministratore degli edifici (in lingua tedesca Bauverwalter) al servizio di Giovanni Federico di Brunswick-Lüneburg e poi di Ernesto Augusto di Brunswick-Lüneburg ad Hannover. 
In quel periodo realizzò importanti progetti di costruzione che abbellirono la città, tra cui l'ampliamento dei Giardini reali di Herrenhausen e del palazzo di Leineschloss, dove realizzò un teatro e lavorò alle decorazioni esterne, all'ala Kapuzinerflügel e alla cappella di corte. Inoltre progettò il ponte del Leineschloss sul fiume Leine e la Neustädter Kirche, costruita nel periodo 1667-1670 come una delle prime chiese a navata unica.
Realizzò un progetto per la fontana Parnaßbrunnen di Neustädter Markt nel 1671 sempre ad Hannover. Nel corso della sua permanenza ad Hannover scrisse un rapporto sulla costruzione della biblioteca Wolfenbüttel, su richiesta di Gottfried Wilhelm Leibniz, all'epoca bibliotecario in quella città.
Sartorio fu incaricato di progettare il primo teatro d'opera pubblico in Germania e primo teatro d'opera ad Amburgo, l'Oper am Gänsemarkt, del quale costruì il palcoscenico. Il teatro venne inaugurato nel 1678.
Negli anni 1692/93 fu a Lipsia, dove costruì il primo teatro d'opera della città sul Brühl, inaugurato nel 1693.
Dal 1696 operò ad Erfurt come Oberbaumeister, responsabile degli edifici militari dal 1704.